# Biblioteca Clandestina Catalana

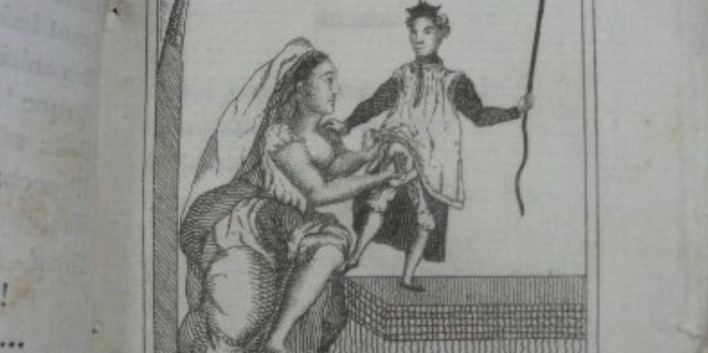
Il·lustració de La musa lleminera (1837).

La Biblioteca Clandestina Catalana és una col·lecció que agrupa reedicions de llibres rars, editats a Catalunya o que hi tenen relació i publicats en primera instància en la clandestinitat per qüestions polítiques o morals.
La col·lecció va ser encetada el juliol del 2022 per Albert Roqué i Isalguer Almenara, dos col·leccionistes de llibres polítics, escatològics i pornogràfics del XIX i XX. En lloc d'estipular una tirada de volums, van optar per la impressió a demanda per la naturalesa de la col·lecció. També van decidir de reproduir-los en format facsímil.
Les obres giren totes al voltant d'una d'aquestes quatre temàtiques: el catalanisme, l'erotisme, l'escatologia i l'anticlericalisme. Algunes havien sortit del circuit general i es trobaven solament a biblioteques de caràcter privat.
Fins ara, la col·lecció ha publicat 7 títols: La musa llaminera o Apetits lascius per instint de naturalesa, en harmoniosos versos en dialecte català (1837), La salvación de Cataluña está en su independencia de Josep Abril Llinés (1926), un recull de textos clàssics de la literatura eròtica i escatològica catalana d'entre els quals el Coloqui e Rahonament fet entre dues dames (1905), dos llibres anònims de temàtica escatològica escrits en versos humorístics i publicats per l'Acadèmia de literats tranquils y decents (1909), els opuscles Cataluña. Síntesis histórica, cultural, política y económica i Cataluña Acusa de la Unió de Catalans Independentistes (1946), tres opuscles anticlericals humorístics de l’entorn del setmanari La Tramontana sota el títol J. Llunas i la Biblioteca humorística de Calamitats (segle xix) i Na Manuela s'alcabota (circa 1900).